# Sułtanat Tidore
Sułtanat Tidore (indonez. Kesultanan Tidore) – państwo historyczne na terenie dzisiejszej Indonezji, położone w północnej części archipelagu Moluków (dzisiejsza prowincja Moluki Północne).
Państwo Tidore było jednym z czterech historycznych królestw muzułmańskich w regionie, obok Ternate, Bacanu i Jailolo. Rywalizowało z Sułtanatem Ternate o kontrolę nad handlem przyprawami i odegrało ważną rolę historyczną jako łącznik między cywilizacją indonezyjską a światem papuaskim. Miało swój udział w szerzeniu islamu we wschodniej Indonezji. Ekspansja Tidore obejmowała tereny na wschód i południe, w tym wybrzeża Nowej Gwinei i wyspy Raja Ampat.

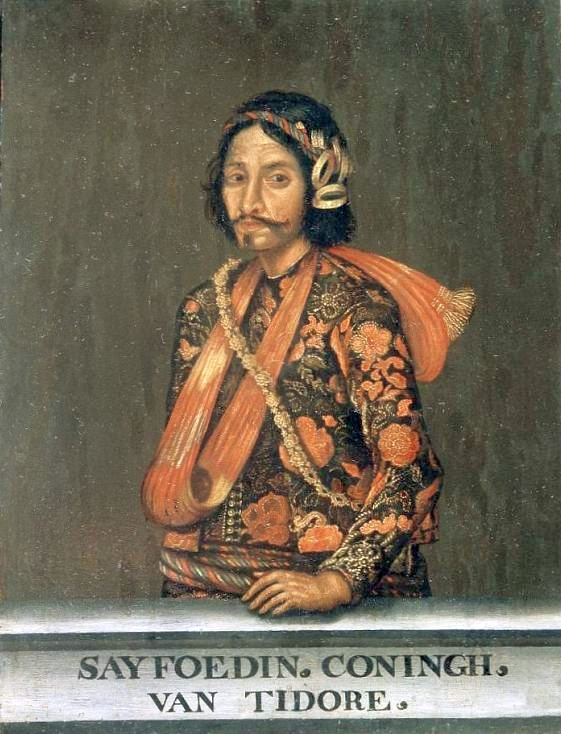
Portret Sułtana Saifuddina z Tidore (Muzeum Książąt Czartoryskich w Krakowie)
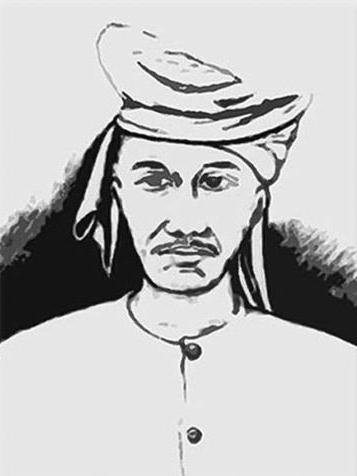
Nuku Muhammad Amiruddin
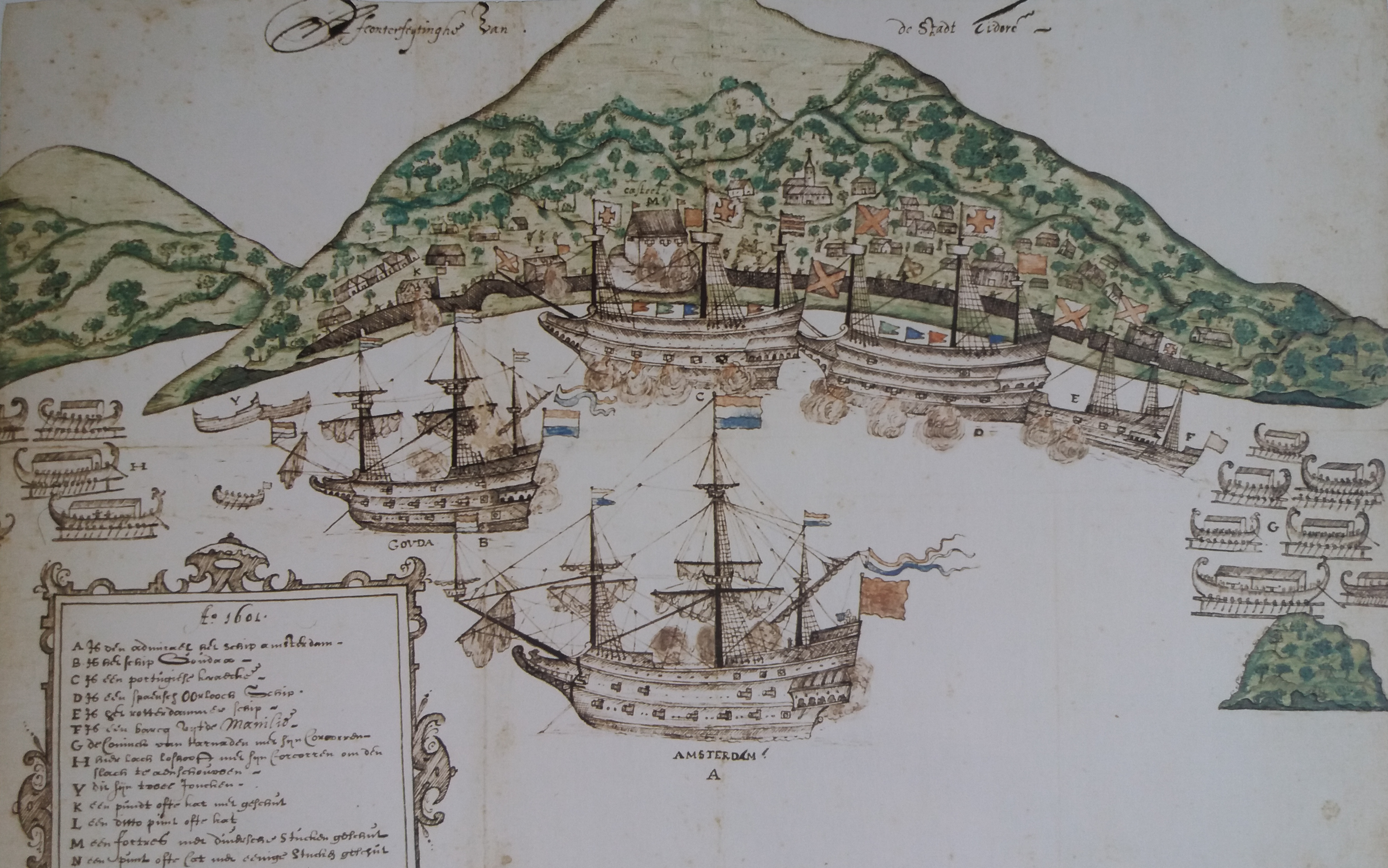
Tidore w 1601 r.
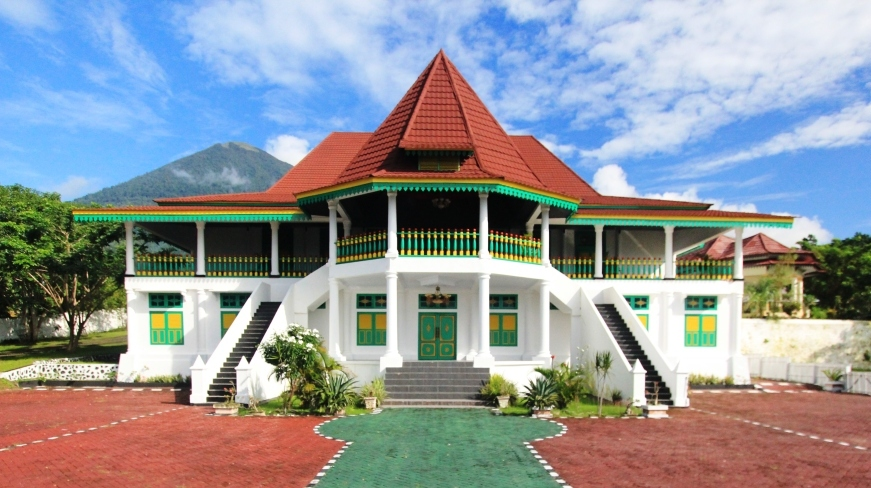
Pałac sułtana w 2014 r.